# Cedersläktet

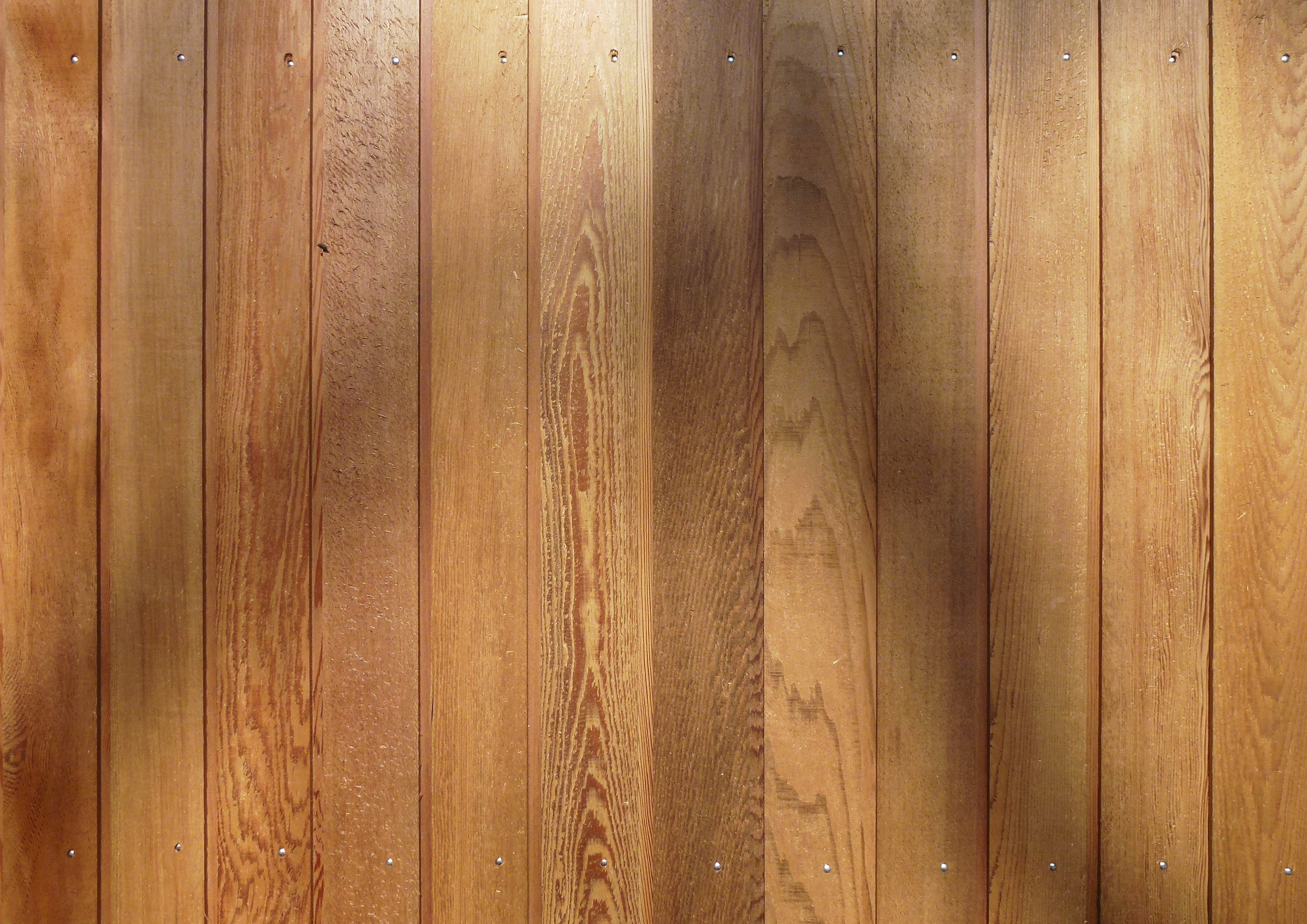
Fasadpanel av brandimpregnerat cederträ på Skagershuset i södra Stockholm.

Cedersläktet (Cedrus) eller cedrar är ett växtsläkte i familjen tallväxter med fyra arter. Släktet står systematiskt närmast ädelgranssläktet (Abies). Cedersläktets arter växer vilt i västra Himalayas bergsområden och i Medelhavsområdet. I Himalaya växer de på 1500–3200 meters höjd; i Medelhavsområdet på 1 000–2 200 meter. Träden blir 30–40 meter höga, ibland så höga som 60 meter.

## Viktiga arter

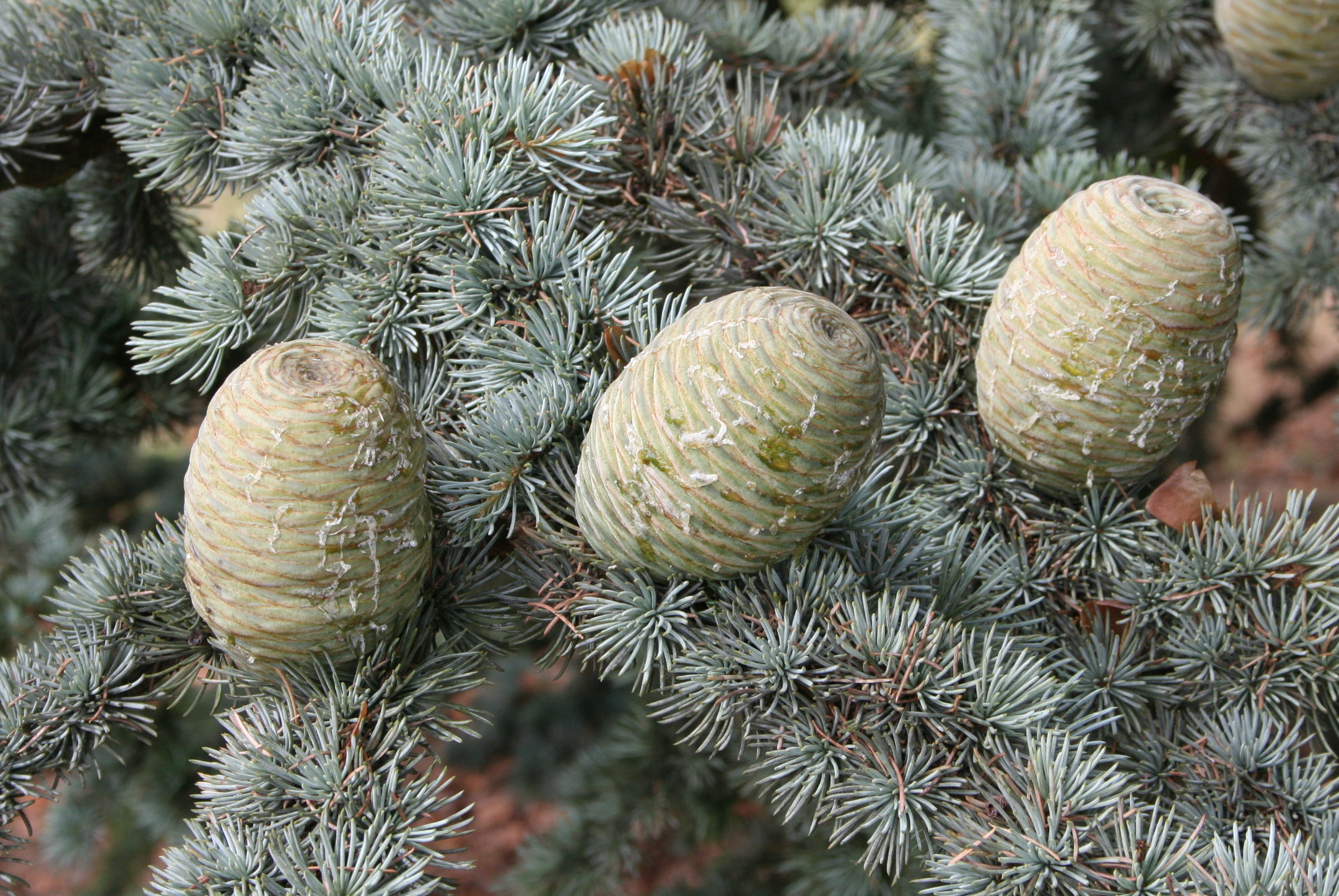
Kottar av atlascederträd.

Himalayaceder (Cedrus deodara), växer i västra Himalaya. Den har ljusgröna till ljust blågröna barr, 25–60 mm långa. Kottarna har kölade fjäll.
Cedrus libani växer i bergen runt Medelhavet, från Turkiet och Libanon och västerut till Marocko. Cedrus libani delas in i två underarter som båda har kottar med släta fjäll. Libanonceder (Cedrus libani subsp. libani) har mörkgröna till blågröna barr som är 10–25 mm långa. Turkisk ceder (Cedrus libani subsp. stenocoma) har blågröna barr som är 8–25 mm långa.
Cypriotisk ceder (Cedrus brevifolia) växer bara på Cypern och har blågröna barr som är 8–20 mm långa.
Atlasceder (Cedrus atlantica) växer i Atlasbergen i Marocko och Algeriet och har mörkgröna till blågröna barr som är 10–25 mm långa.

## Trä och användning
Cederträ är beroende på art och växtplats gulvitt till brunrött och har en kraftig aromatisk doft. Den genomsnittliga densiteten är cirka 450 kg/m3. Träet är relativt mjukt, mer formstabilt och har bra rötmotstånd. Det används bland annat för tillverkning av blyertspennor, skoblock och pilskaft samt till utomhusfasader, båtvirke och inredningar. Humidorer för cigarrer tillverkas ofta av cederträ. Cederträ används för doftens skull även i syfte att avskräcka skadedjur.
Trädamm från cederträ bör undvikas att andas in då några av cederträets naturliga ämnen kan vara allergiframkallande för människor.

## Cedrar i kulturen
Ceder nämns på flera ställen i Bibeln. Trädet har varit Libanons nationalsymbol i flera tusen år och landets flagga avbildar en ceder.
I Gilgamesheposet reser Gilgamesh och Enkidu till cederskogen (gudarnas rike) och strider mot monstret Humbaba. De hugger ned skogen och bygger en flotte. Av det högsta trädet bygger de dörrar till en stadsport.

## Andra arter som kallats ceder
- Cembratall och underarten sibirisk ceder, se Pinus cembra
- Japansk ceder, se Cryptomeria japonica
- Kinesisk ceder, se Juniperus chinensis
- Kubaceder, se Cedrela odorata
- Virginiaceder eller rödceder, se Blyerts-en (Juniperus virginiana), räknades förr till cedersläktet som Cedrus virginia.[källa behövs]
- Jättetuja saluförs ofta under ett av sina engelska namn, Western Red Cedar, eller bara cederträ